# Jan Związek
Jan Związek (ur. 6 grudnia 1937 we wsi Młynki, zm. 8 lipca 2020 w Częstochowie) – polski duchowny rzymskokatolicki, ksiądz prałat, historyk, profesor nauk teologicznych.

## Życiorys
Uczęszczał do szkoły podstawowej w Kabałach, a potem w Załęczu Małym. W latach 1952–1956 uczył się w Niższym Seminarium Duchownym w Częstochowie. Świadectwo dojrzałości uzyskał jako eksternista w Liceum im. Romualda Traugutta w Częstochowie. W latach 1956–1961 odbył studia w Częstochowskim Seminarium Duchownym w Krakowie. Święcenia kapłańskie otrzymał 29 czerwca 1961 r. w katedrze św. Rodziny w Częstochowie z rąk biskupa prof. dr hab. Zdzisława Golińskiego. Bezpośrednio po ukończeniu studiów seminaryjnych został skierowany przez władzę diecezjalną na studia specjalistyczne z zakresu historii Kościoła na Wydziale Teologicznym KUL w Lublinie. 5 marca 1964 r. uzyskał tytuł magistra teologii w zakresie historii Kościoła na Wydziale Teologicznym KUL w Lublinie na podstawie pracy pt. Kazania niedzielne Mikołaja z Wilkowiecka, napisanej pod kierunkiem ks. prof. dr. hab. Mieczysława Żywczyńskiego.Od lipca 1965 pracował jako wychowawca oraz nauczyciel religii i propedeutyki filozofii w Niższym Seminarium Duchownym w Częstochowie. 
21 grudnia 1998 nadano mu tytuł profesora nauk teologicznych. Pracował w Wyższym Seminarium Duchownym Archidiecezji Częstochowskiej, oraz był profesorem zwyczajnym Zespołu Naukowo-Dydaktyczny Patrologii i Historii Kościoła w Instytucie Teologicznym w Częstochowie, Specjalizacji Dziejów Kościoła Powszechnego na Wydziale Historii Kościoła Papieskiej Akademii Teologicznej w Krakowie i w Instytucie Historii na Wydziale Filologiczno-Historycznym Akademii im. Jana Długosza w Częstochowie.
Został zatrudniony na stanowisku kierownika Zespołu Naukowo-Dydaktyczny Patrologii i Historii Kościoła w Wyższym Instytucie Teologicznym im. NMP Stolicy Mądrości w Częstochowie, Zespołu Naukowo-Dydaktycznym Patrologii i Historii Kościoła w Instytucie Teologiczny w Częstochowie, a także wiceprezesa Częstochowskiego Towarzystwa Naukowego.
Przyznano mu Honorowe Obywatelstwo Miasta i Gminy Działoszyn i tytuł honorowego członka Wieluńskiego Towarzystwa Naukowego.
Został pochowany 12 lipca 2020 r. w grobie kapłanów na cmentarzu parafialnym w Działoszynie.